# Ahmednagar-Fort

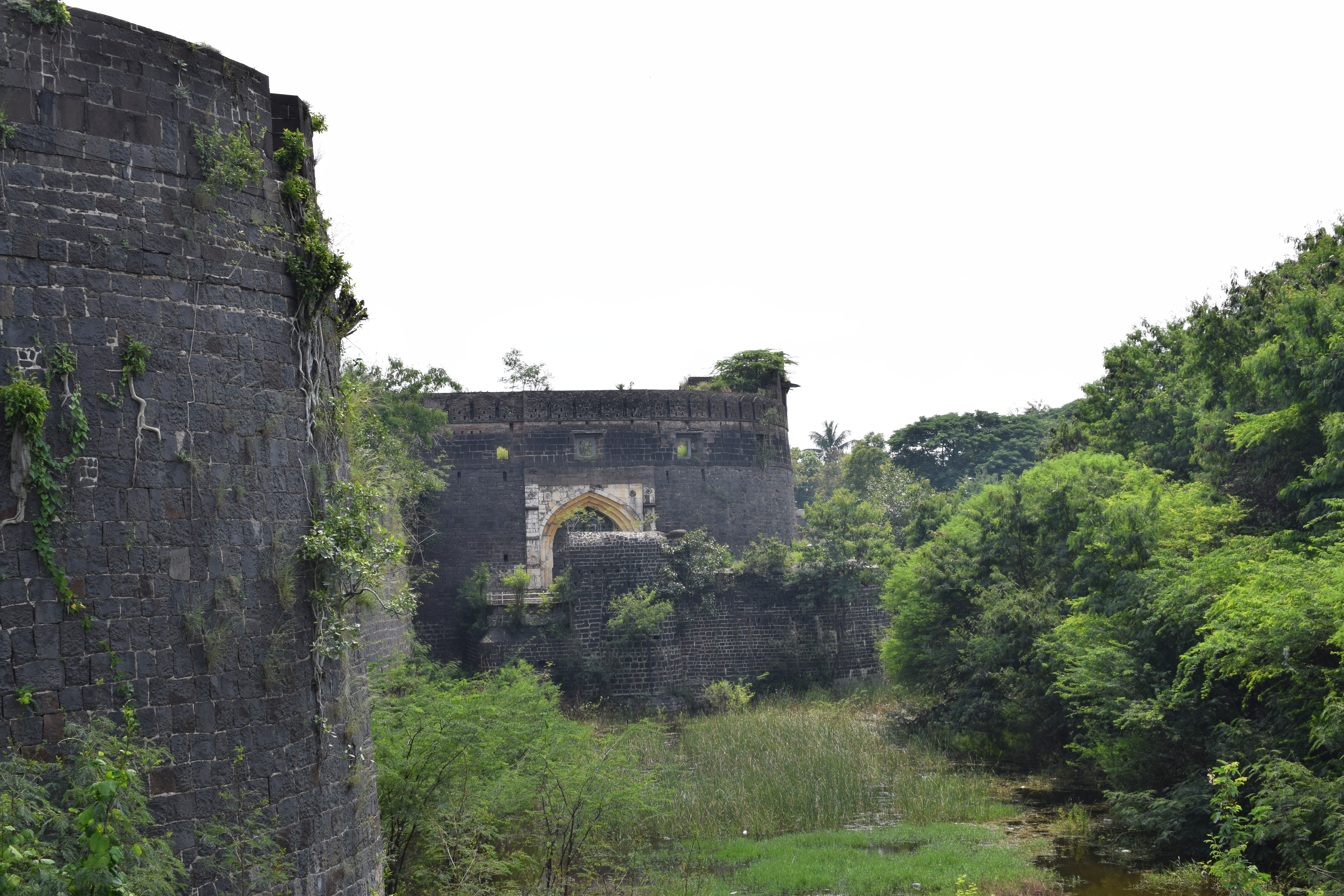
Haupttor des Ahmednagar-Fort

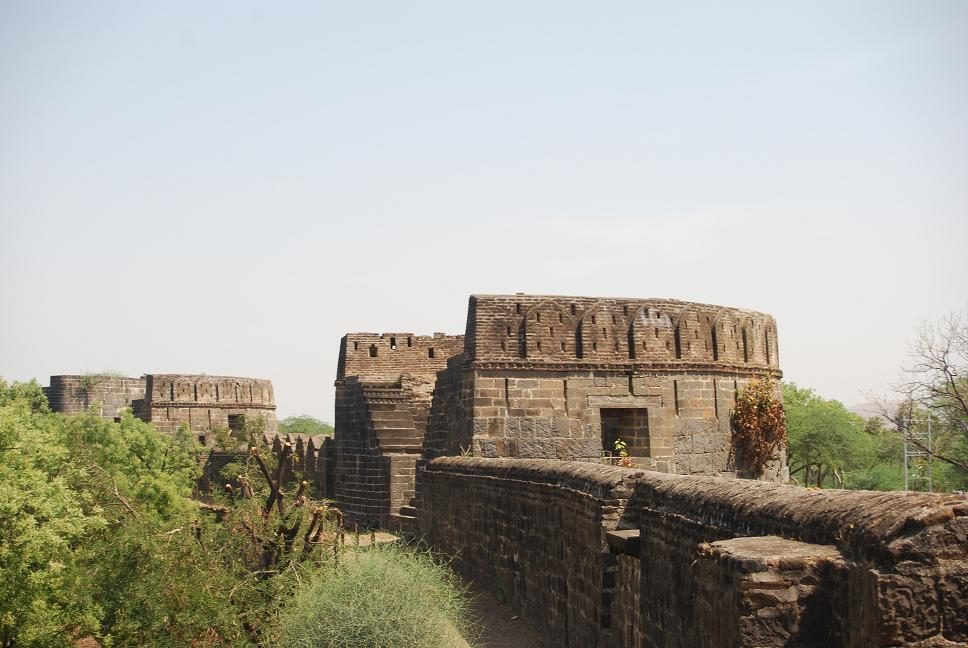
Bastionen des Ahmednagar-Forts

Das Ahmednagar-Fort (manchmal auch Ahmadnagar-Fort) befindet sich nur 1 km östlich des Stadtzentrums der auf dem Dekkan-Plateau gelegenen Distrikthauptstadt Ahmednagar im mittelindischen Bundesstaat Maharashtra.

## Geschichte
Die Festungsanlage wurde im Auftrag Ahmad Nizam Shahs (auch Malik Shah Ahmed; reg. 1490–1510), des Begründers des muslimischen Ahmednagar-Sultanats im ausgehenden 15. und frühen 16. Jahrhundert, erbaut; es war die wichtigste Festung des Sultanats bis zu seiner Eroberung durch das Mogulreich im Jahr 1633. Nach dessen allmählichem Niedergang in der ersten Hälfte des 18. Jahrhunderts übernahmen die Marathen die Macht in der Region, die sie bis zu ihrer endgültigen Niederlage gegen die Briten im Dritten Marathenkrieg (1817/18) ausübten.

## Architektur
Die in ebenem Gelände stehende und deshalb rundum von einem Wassergraben (englisch moat) umgebene Festung beeindruckt durch ihre von einem eigenartigen Zinnenkranz bekrönten hohen Mauern mit zahlreichen Bastionen und eine verwinkelte Toranlage. An einigen Stellen sind wiederverwendete Steine von ehemaligen Hindu-Bauten zu sehen.

## Gefängnis
Die Briten nutzten das Fort als Gefängnis und sperrten in den Jahren 1942 bis 1945 auch einige Führer der indischen Unabhängigkeitsbewegung (z. B. Jawaharlal Nehru, Abul Kalam Azad, Sardar Patel) hier ein.